# 友禅流し
「友禅流し」（ゆうぜんながし）は、1989年11月1日に発売された牧村三枝子のシングル。

## 解説
- 石川県金沢市の伝統工芸品である「加賀友禅」をテーマにしたご当地ソング。
- オリコンチャートでの週間最高位は46位だったが、翌1990年にかけて100位以内には56週間もランクインするロングセラーとなり、牧村自身1978年発売の「みちづれ」に次ぐヒット曲となった。
- 石川県（白山市）出身である作曲家・乙田修三も、のちに同曲をセルフカバーしている。

## 収録曲
- 両楽曲共に、作詞：水木かおる

1. 友禅流し
作曲：乙田修三、編曲：斉藤恒夫
2. 女房どの
作曲：芳賀邦比庫、編曲：池多孝春

## カバー
- 水森かおり（2002年、アルバム「歌謡紀行〜東尋坊〜」収録）
- 島津悦子（2007年、アルバム「ヒット曲カバーコレクション」収録）
- 井上由美子（2014年、アルバム「奇跡〜昭和歌謡カバー集」収録）
- 乙田修三（2015年、シングル「加賀の宿」収録）※セルフカバー
- 葵かを里（2018年、シングル「金沢茶屋街」収録）